# カッツァーゴ・ブラッビア
カッツァーゴ・ブラッビア（伊: Cazzago Brabbia）は、イタリア共和国ロンバルディア州ヴァレーゼ県にある、人口約800人の基礎自治体（コムーネ）。

## 地理

### 位置・広がり
ヴァレーゼ湖の南岸に位置する。

#### 隣接コムーネ
隣接するコムーネは以下の通り。
- ビアンドロンノ
- ボーディオ・ロンナーゴ
- イナルツォ
- テルナーテ
- ヴァレーゼ

### 地震分類
イタリアの地震リスク階級 (it) では、4 に分類される
。

## 行政

### 分離集落
カッツァーゴ・ブラッビアには、以下の分離集落（フラツィオーネ）がある。
- Bonze, Cascina Costa, Fornaci, Fosso di Mezzo, Pizzo di Cazzago, Torbiera di Cazzago

## 自然・環境
ヴァレーゼ湖南岸一帯の沼地の複合体であるブラッビア沼地（Palude Brabbia）は、ラムサール条約の定める「国際的に重要な湿地」に登録されている。イタリアのラムサール条約登録地一覧も参照。